# Liste der Municipios in Tamaulipas

Lage der Municipios des Bundesstaates Tamaulipas

Der mexikanische Bundesstaat Tamaulipas ist in 43 Verwaltungsbezirke (Municipios) unterteilt. Die Verwaltungsbezirke werden aus 8.826 Ortschaften (span. Localidades) (darunter 63 urbane = städtische) gebildet. Zu den ländlichen Gemeinden (Pueblos) zählen ebenso Farmen (Ranchos, Haziendas) und andere alleinstehende Gebäude (Mühlen, Poststationen, Tankstellen usw.). Die Zahl der Ortschaften ist in den letzten Jahren rückläufig (2000: 7.344; 2010: 6.566).
| Schlüs- sel             | Municipio               | Verwaltungssitz (Cabecera Municipal) | Fläche [km²] | Einwohnerzahl | Einwohnerzahl | Einwohnerzahl | Bevöl- kerungs- dichte [Ew. pro km²] | Anzahl der Orte (Localidades) |
| Schlüs- sel             | Municipio               | Verwaltungssitz (Cabecera Municipal) | Fläche [km²] | 2000          | 2010          | 2020          | Bevöl- kerungs- dichte [Ew. pro km²] | Anzahl der Orte (Localidades) |
| ----------------------- | ----------------------- | ------------------------------------ | ------------ | ------------- | ------------- | ------------- | ------------------------------------ | ----------------------------- |
| 001                     | Abasolo                 | Abasolo                              | 1.858,88     | 13.306        | 12.070        | 9.822         | 5,3                                  | 41                            |
| 002                     | Aldama                  | Aldama                               | 3.819,36     | 27.997        | 29.470        | 28.725        | 7,5                                  | 413                           |
| 003                     | Altamira                | Altamira                             | 1.661,92     | 127.664       | 212.001       | 269.790       | 162,3                                | 269                           |
| 004                     | Antiguo Morelos         | Antiguo Morelos                      | 582,24       | 8.915         | 9.003         | 8.850         | 15,2                                 | 92                            |
| 005                     | Burgos                  | Burgos                               | 1.905,04     | 5.183         | 4.589         | 4.256         | 2,2                                  | 130                           |
| 006                     | Bustamante              | Bustamante                           | 1.450,14     | 7.520         | 7.636         | 7.542         | 5,2                                  | 28                            |
| 007                     | Camargo                 | Ciudad Camargo                       | 930,43       | 16.787        | 14.933        | 16.546        | 17,8                                 | 192                           |
| 008                     | Casas                   | Casas                                | 3.014        | 4.537         | 4.423         | 4.143         | 1,4                                  | 133                           |
| 009                     | Ciudad Madero           | Ciudad Madero                        | 48,43        | 182.325       | 197.216       | 205.933       | 4.252,2                              | 1                             |
| 010                     | Cruillas                | Cruillas                             | 1.889,45     | 2.333         | 2.011         | 1.671         | 0,9                                  | 51                            |
| 011                     | Gómez Farías            | Gómez Farías                         | 730,31       | 8.570         | 8.786         | 8.288         | 11,3                                 | 106                           |
| 012                     | González                | González                             | 3.242,56     | 41.455        | 43.435        | 41.470        | 12,8                                 | 234                           |
| 013                     | Güémez                  | Güémez                               | 1.209,35     | 14.499        | 15.659        | 15.032        | 12,4                                 | 162                           |
| 014                     | Guerrero                | Nueva Ciudad Guerrero                | 2.441,56     | 4.366         | 4.477         | 3.803         | 1,6                                  | 259                           |
| 015                     | Gustavo Díaz Ordaz00    | Ciudad Gustavo Díaz Ordaz00          | 432,49       | 16.246        | 15.775        | 15.677        | 36,2                                 | 73                            |
| 016                     | Hidalgo                 | Hidalgo                              | 2.136,09     | 24.281        | 23.793        | 17.012        | 8,0                                  | 128                           |
| 017                     | Jaumave                 | Jaumave                              | 2.663,37     | 13.184        | 15.105        | 15.994        | 6,0                                  | 74                            |
| 018                     | Jiménez                 | Santander Jiménez                    | 1.669,62     | 8.510         | 8.338         | 6.375         | 3,8                                  | 36                            |
| 019                     | Llera                   | Llera de Canales                     | 2.568,58     | 17.620        | 17.333        | 14.645        | 5,7                                  | 193                           |
| 020                     | Mainero                 | Villa Mainero                        | 364,23       | 2.830         | 2.579         | 2.048         | 5,6                                  | 52                            |
| 021                     | El Mante                | Ciudad Mante                         | 1.637,22     | 112.602       | 115.792       | 106.144       | 64,8                                 | 211                           |
| 022                     | Matamoros               | Heroica Matamoros                    | 4.633,26     | 418.141       | 489.193       | 541.979       | 117,0                                | 610                           |
| 023                     | Méndez                  | Méndez                               | 2.533,10     | 5.337         | 4.530         | 4.280         | 1,7                                  | 131                           |
| 024                     | Mier                    | Ciudad Mier                          | 922,91       | 6.788         | 4.762         | 6.385         | 6,9                                  | 91                            |
| 025                     | Miguel Alemán           | Ciudad Miguel Alemán                 | 638,87       | 25.704        | 27.015        | 26.237        | 41,1                                 | 125                           |
| 026                     | Miquihuana              | Miquihuana                           | 885,33       | 3.176         | 3.514         | 3.704         | 4,2                                  | 20                            |
| 027                     | Nuevo Laredo            | Nuevo Laredo                         | 1.224,03     | 310.915       | 384.033       | 425.058       | 347,3                                | 29                            |
| 028                     | Nuevo Morelos           | Nuevo Morelos                        | 303,02       | 3.067         | 3.381         | 3.810         | 12,6                                 | 43                            |
| 029                     | Ocampo                  | Ocampo                               | 1.477,14     | 13.303        | 12.962        | 13.190        | 8,9                                  | 127                           |
| 030                     | Padilla                 | Nueva Villa de Padilla               | 1.358,93     | 13.677        | 14.020        | 13.618        | 10,0                                 | 81                            |
| 031                     | Palmillas               | Palmillas                            | 479,99       | 1.821         | 1.795         | 1.917         | 4,0                                  | 25                            |
| 032                     | Reynosa                 | Reynosa                              | 3.146,93     | 420.463       | 608.891       | 704.767       | 224,0                                | 278                           |
| 033                     | Río Bravo               | Ciudad Río Bravo                     | 1.583,70     | 104.229       | 118.259       | 132.484       | 83,7                                 | 352                           |
| 034                     | San Carlos              | San Carlos                           | 2.915,08     | 9.577         | 9.331         | 7.411         | 2,5                                  | 164                           |
| 035                     | San Fernando            | San Fernando                         | 6.918,75     | 57.412        | 57.220        | 51.405        | 7,4                                  | 265                           |
| 036                     | San Nicolás             | San Nicolás                          | 544,66       | 1.055         | 1.031         | 926           | 1,7                                  | 14                            |
| 037                     | Soto la Marina          | Soto la Marina                       | 6.715,54     | 24.231        | 24.764        | 23.673        | 3,5                                  | 411                           |
| 038                     | Tampico                 | Tampico                              | 114,51       | 295.442       | 297.554       | 297.562       | 2.598,6                              | 7                             |
| 039                     | Tula                    | Tula                                 | 3.075,98     | 27.049        | 27.572        | 28.230        | 9,2                                  | 128                           |
| 040                     | Valle Hermoso           | Valle Hermoso                        | 899,75       | 58.573        | 63.170        | 60.055        | 66,7                                 | 240                           |
| 041                     | Victoria                | Ciudad Victoria                      | 1.463,57     | 263.063       | 321.953       | 349.688       | 238,9                                | 271                           |
| 042                     | Villagrán               | Villagrán                            | 1.288,25     | 7.005         | 6.316         | 5.361         | 4,2                                  | 122                           |
| 043                     | Xicoténcatl             | Xicoténcatl                          | 870,73       | 22464         | 22864         | 22229         | 25,5                                 | 154                           |
| 28 Estado de Tamaulipas | 28 Estado de Tamaulipas | Ciudad Victoria                      | 0080.249,31  | 002.753.222   | 003.268.554   | 003.527.735   | 44,0                                 | 6.566                         |